# محسن قیصری
محسن قیصری معترض ایرانی بود که در جریان خیزش ۱۴۰۱ ایران در روز ۳۰ شهریور ۱۴۰۱ در نزدیکی پارک کودک ایلام و توسط یکی از مأموران یگان ویژه با شلیک دو گلوله به سینه و سرش کشته شد. او ۳۲ ساله و کُرد بود.

## خاکسپاری
روز جمعه ۱ مهر ماه مراسم خاکسپاری محسن قیصری، تبدیل به محل تجمع اعتراضی مردم شد. مردم حاضر در صحنه خاکسپاری شعارهایی سر دادند. نیروهای سرکوبگر انتظامی و امنیتی در جریان تظاهرات و اعتراضات مردم این شهر به کشته شدن محسن قیصری، به‌سوی مردم معترض تیراندازی کردند.